# NGC 1147
NGC 1147 est une entrée du New General Catalogue qui concerne un corps céleste perdu ou inexistant. 
Cet objet a été enregistré par l'astronome américain Frank Müller en 1886 dans la constellation de l'Éridan.